# Galactose-1-phosphat
Galactose-1-phosphat ist ein Phosphorsäureester der Galactose. Es ist ein Zwischenprodukt bei der Bereitstellung von Galactose für den Kohlenhydratstoffwechsel. Physiologisch spielt nur das D-Isomer eine Rolle.

## Reaktionen
Galactose-1-phosphat ist ein Intermediat in der Bereitstellung von D-Galactose für den Stoffwechsel. Es wird nach Spaltung von Milchzucker (Lactose) neben D-Glucose freigesetzt. Zur weiteren Nutzung muss es erst in sein C4-Epimer Glucose überführt werden. Dies wird durch eine Galactokinase (GK) unter Verbrauch von ATP erreicht, es entsteht das Zwischenprodukt Galactose-1-phosphat.
Im weiteren Verlauf katalysiert eine Galactose-1-phosphat-Uridyltransferase (GALT) einen Austausch von UDP-gebundener Glucose mit Galactose. Hierbei entstehen Glucose-1-phosphat und UDP-Galactose. Während Glucose-1-phosphat durch eine Phosphoglucomutase (PGM) zu Glucose-6-phosphat isomerisiert wird, epimerisiert eine UDP-Glucose-4-Epimerase (UGE) UDP-Galactose zu UDP-Glucose. Glucose-6-phosphat wird dann in der Glykolyse weiter abgebaut.

Eintritt von Galactose in die Glykolyse.
Galactose (1), Galactose-1-phosphat (2), UDP-Glucose (3), UDP-Galactose (4), Glu-1-P (5), Glu-6-P (6).
Galactokinase (GK), Galactose-1-phosphat-Uridyltransferase (GALT), UDP-Glucose-4-Epimerase (UGE), Phosphoglucomutase (PGM)